# Зоф'я Лесневська
Зоф'я Ванда Лесневська (до шлюбу Сікорська, пол. Zofia Wanda Leśniowska / Sikorska; 2 березня 1912 — 4 липня 1943) — поручник збройних сил Польщі, організаторка польського руху опору в Другій світовій війні.

## Біографія
Народилася 2 березня 1912 року в шлюбі Владислава Сікорського з Хеленою Збучевською, які одружилися в 1909 році. До Другої світової війни працювала в Польському Червоному Хресті, захоплювалася верховою їздою. 30 вересня 1936 року одружилася з інженером, лейтенантом Станіславом Лесьньовським (1904 — 11 грудень 1987).
7 вересня 1939 року, на самому початку війни, Зофія отримала розпорядження від батька організувати рух опору. Її квартира в будинку на вулиці Гурчевській у Варшаві стала конспіративною квартирою польського підпілля. У січні 1940 року направлена до Франції: Зофія стала підпільною кур'єркою, доставляла різні документи. Вона фактично була секретаркою, шифрувальницею, перекладачкою і радницею свого батька. За службу нагороджена Хрестом Заслуг Польського Червоного Хреста «Кришталеве серце» — це була її єдина нагорода. У Лондоні Зофія працювала суперінтенданткою Жіночої допоміжної служби.

### Загибель
4 липня 1943 року Зофія Лесневська загинула в авіакатастрофі літака B-24 Liberator ВВС Великої Британії разом з 17 особами, включаючи її батька. Літак впав у море через 16 секунд після вильоту з аеропорту Гібралтару, о 23:07. Тіло Зофії не було знайдено, що стало основою для численних чуток і спекуляцій: за однією з теорій, Зофію вивезли таємно в СРСР і потім відправили до Польщі, де її нібито бачив спеціальний агент польського підпілля Тадеуш Кобиліньский. Однак офіційні історики не визнають злий умисел причиною катастрофи.